# Zhongyuansaurus luoyangensis
Zhongyuansaurus (букв. «чжунхуанський ящір») — монотипний рід анкілозаврів з Хенаню, Китай, що існував у ранній крейді (апт-альб, ~125,0—100,5 млн років тому) на території сучасної формації Хаолін. Можливо, є молодшим синонімом Gobisaurus, базального анкілозавра з формації Улансухай Внутрішньої Монголії.

## Історія відкриття та назва
Типовий вид, Zhongyuansaurus luoyangensis, був названий і описаний у 2007 році Сюй та колегами. Голотипний зразок Zhongyuansaurus, HGM 41HIII-0002, складається з майже повного черепа, фрагментів нижньої щелепи, шийного відділу хребта, спинних хребців, хвостових хребців, задніх центрів хвостових хребців, зрощених дистальних хвостових хребців, ребер, плечової кістки, обох сідничних кісток, лобка та остеодерм. Зразок було видобуто з формації Хаолін провінції Хенань, повіт Жуян. Наразі зразок зберігається в Геологічному музеї провінції Хенань у Китаї.
Родова назва, Zhongyuansaurus, походить від «Zhongyuan», за назвою місцевості на південь від Жовтої річки, і грецького слова «sauros» — «ящір». Видова назва, luoyangensis, походить від району Лоян, де голотип був знайдений.
У 2015 році Вікторія Арбор і Філіп Каррі віднесли Zhongyuansaurus до молодших синонімів Gobisaurus domoculus.

## Опис
Чжунхуаньзавр, як і інші анкілозаври, мав численні остеодерми, які, ймовірно, врізалися в дерму його шкіри.
Від хвостової булави чжунхуаньзавра збереглося лише «руків'я», а остеодерми «наконечника» відсутні. Голотип містить кінцеві хвостові хребці, тому відсутність остеодерм «наконечника» не пов'язана з відсутністю дистального кінця хвоста. Хоча голотипний зразок був незрілою особиною, судячи з черепних швів, онтогенез не є поясненням відсутності остеодерм накінечника.
Арбор і Керрі у 2015 припустили, що, ймовірно, остеодерми наконечника були присутні за життя і відокремилася від «руків'я» після смерті, але пізніше відкинули це пояснення, оскільки ізольовані наконечники хвостової булави анкілозаврів часто зберігають деякі фрагменти дистальних хвостових хребців або окостенілих сухожиль, пов'язаних з остеодермами наконечника.